# Василий I Скамандрин
Патриа́рх Васи́лий I Ска́мандрин  (греч. Πατριάρχης Βασίλειος Α΄ Σκαμανδρηνός) — патриарх Константинопольский с 13 февраля 970 по 974 год или март 973 года.

## Биография
До патриаршества был монахом в обители на реке Карамендерес в древности Скамандр (Skamandros). Отсюда и вторая составляющая имени — Скамандрин.
В 970 году Василий I был избран преемником Полиевкта на патриаршию кафедру Константинополя. Ведя аскетический образ жизни и требуя того же от клира, он нажил себе множество врагов. По свидетельству, приводимому Яхьёй Антиохийским, Василий «…оставался им [патриархом] три года и один месяц», после чего был сослан, а его низложение состоялось в марте 973 года. По другой версии, происками своих недоброжелателей он был низложен в 974 году церковным собором.
Новым патриархом Константинопольским был избран Антоний III Студит.